# جيزيل (مغنية)
إيري أوتشيناجا (باليابانية: アエリ 内永؛ مواليد 30 أكتوبر 2000) المعروفة باسمها المسرحي جيزيل (بالكورية: 지젤 ؛ بالإنجليزية: Giselle)، هي مغنية راب يابانية كورية عضوة في فرقة الفتيات الكورية الجنوبية ايسبا تحت شركة إس إم إنترتينمنت.

## النشأة
ولدت جيزيل في سول، كوريا الجنوبية. وهي من أصل ياباني وكوري مختلط، والدها ياباني وأمها كورية. التحقت بمدرسة طوكيو الدولية وتخرجت في مايو 2019. ولأنها درست في مدرسة دولية، فهي أيضًا تتقن اللغة الإنجليزية.

## المهنة
في أكتوبر 2019، انضمت جيزيل إلى اختبار أداء شركة إس إم إنترتينمنت لتصبح فنانة. بعد 11 شهرًا من التدريب، في 30 أكتوبر 2020، أعلنت شركة إس إم أن جيزيل هي العضو الرابعة في فرقة ايسبا وظهرت لأول مرة كعضوة في الفرقة في 7 نوفمبر 2020 مع اصدار اول اغنية للفرقة «بلاك مامبا».

## أعمال اخرى
في مارس 2024 أصبحت جيزيل سفيرة ماركة الازياء الفاخرة لويفي.

## روابط خارجية
- جيزيل على موقع IMDb (الإنجليزية)
- جيزيل على موقع ميوزك برينز (الإنجليزية)
- جيزيل على موقع ديسكوغز (الإنجليزية)
- جيزيل على موقع قاعدة بيانات الفيلم (الإنجليزية)